# فرشتگان سقوط‌کرده (فیلم ۱۹۹۵)
فرشتگان سقوط‌کرده (به انگلیسی: Fallen Angels) یک فیلم جنایی، عاشقانه و کمدی-درام محصول سال ۱۹۹۵ سینمای هنگ کنگ به کارگردانی وونگ کار وای می‌باشد.
این فیلم متشکّل از دو داستان است و شباهت زیادی به اثر قبلی کار-وای، چانگ‌کینگ اکسپرس، دارد و دنباله‌ای بر آن محسوب می‌شود.

## داستان
یک قاتل سرخورده قصد انجام آخرین کار خود را دارد اما ابتدا باید بر عواطف همکار خود غلبه کند. او که تصور می‌کند درگیر این احساسات شدن خطرناک است برای خود به دنبال جایگزین می‌گردد…

## باکس آفیس
این فیلم در اکران خود در هنگ کنگ ۷٬۴۷۶٬۰۲۵ دلار هنگ کنگ به دست آورد. در ۲۱ ژانویه ۱۹۹۸، فیلم یک نمایش محدود در آمریکای شمالی را از طریق کینو اینترنشنال آغاز کرد و در آخر هفته افتتاحیه خود در یکی از سینماهای آمریکا به فروش ۱۳٫۸۰۴ دلاری رسید. فروش نهایی اکران سینمایی د آمریکای شمالی ۱۶۳٫۱۴۵ دلار آمریکا بود. در سال ۲۰۰۴، شرکت پخش استرالیایی یک نسخه بازسازی شده با صفحه نمایش عریض از فیلم را منتشر کرد.